# George Datoru
George Datoru (* 25. Mai 1977 in Port Harcourt) ist ein nigerianischer ehemaliger Fußballspieler mit österreichischer Staatsangehörigkeit.

## Karriere
Datoru begann seine Karriere in der Jugendmannschaft seines Heimatvereins Port Harcourt Sharks. 1997 ging er nach Österreich und unterschrieb einen Vertrag bei VfB Admira Wacker Mödling. Nach einem Kurzaufenthalt beim SK Vorwärts Steyr 1998, ging er im gleichen Jahr zur Wiener Austria, wo er auch die österreichische Staatsbürgerschaft annahm.
Von 2002 bis 2004 spielte Datoru in Pasching. 2004 wechselte mit Hilfe des österreichischen Passes zu Skoda Xanthi nach Griechenland. Nach nur einer Saison verschlug es ihn für eine Halbsaison nach Zypern, wo er bei AEK Larnaka unter Vertrag war. 2005 ging es dann nach Israel, wo er bei Hapoel Beer-Sheva, Hapoel Ramat Gan, Maccabi Ironi Bat Yam und Maccabi Ahi Nazareth unter Vertrag stand.
International spielte Datoru zwei Mal für die nigerianische Fußballnationalmannschaft.